# Ѱ
Psi (Ѱ ѱ, chữ nghiêng: Ѱ ѱ) là một chữ cái trong bảng chữ cái Kirin cổ, bắt nguồn từ chữ cái Hy Lạp psi (Ψ ψ). Nó đại diện cho âm /ps/, như trong từ tiếng Anh "naps". Theo các quy tắc của trường học được phát triển vào thế kỷ 16 và 17, chẳng hạn như trong sách ngữ pháp của Meletius Smotrytsky, nó được dùng để viết các từ có nguồn gốc từ tiếng Hy Lạp, nhưng đôi khi nó cũng được sử dụng để viết các từ gốc Slav như từ trong tiếng Ukraina "ѱы" (psy, "dogs"). Nó được sử dụng đặc biệt trong các từ liên quan đến Chính thống giáo Đông phương, như có thể thấy khi nó tiếp tục được sử dụng trong tiếng Slav Giáo hội cổ.
Psi đã bị loại bỏ khỏi chữ viết tiếng Nga, cùng với ksi, omega, và yus, trong cuộc cải cách chính tả tiếng Nga năm 1708 (Phông chữ dân dụng của Pyotr I), và nó cũng đã bị loại bỏ khỏi các ngôn ngữ thế tục khác. Nó tiếp tục được sử dụng trong tiếng Slav Giáo hội cổ.

## Mã máy tính
| Kí tự               | Ѱ                           | Ѱ                           | ѱ                         | ѱ                         |
| ------------------- | --------------------------- | --------------------------- | ------------------------- | ------------------------- |
| Tên Unicode         | CYRILLIC CAPITAL LETTER PSI | CYRILLIC CAPITAL LETTER PSI | CYRILLIC SMALL LETTER PSI | CYRILLIC SMALL LETTER PSI |
| Mã hóa ký tự        | decimal                     | hex                         | decimal                   | hex                       |
| Unicode             | 1136                        | U+0470                      | 1137                      | U+0471                    |
| UTF-8               | 209 176                     | D1 B0                       | 209 177                   | D1 B1                     |
| Tham chiếu ký tự số | &#1136;                     | &#x470;                     | &#1137;                   | &#x471;                   |